# Karaoğlanlı, Manisa
Karaoğlanlı là một thị trấn thuộc huyện Manisa, tỉnh Manisa, Thổ Nhĩ Kỳ. Dân số thời điểm năm 2011 là 1.949 người.